# Heteromyia turgidipes
Heteromyia turgidipes är en tvåvingeart som först beskrevs av Ingram och John William Scott Macfie 1931.  Heteromyia turgidipes ingår i släktet Heteromyia och familjen svidknott. Inga underarter finns listade i Catalogue of Life.